# Korpens sång
Korpens sång är en ungdomsroman som är skriven av Per Nilsson 1994. Den är både thriller och kärlekshistoria, både vardag och magisk realism.
Huvudpersonen är 14-årige David. Han och hans lillasyster kommer från Thailand men har adopterats av en svensk familj.
Boken nominerades till Augustpriset 1994.